# Museo de tractores del lago de Constanza
El museo de tractores del lago de Constanza (en alemán: Traktormuseum Bodensee) en Gebhardsweiler, un pequeño caserío en el este de Oberuhldingen, fue inaugurado en 2013. Muestra la historia completa de la motorización de la agricultura desde los primeros tractores alrededor de 1900 hasta los años sesenta y setenta del siglo XX.
Es uno de los mayores museos de tractores operados públicamente. En una granja modelo dentro de un área de más de 10.000 metros cuadrados se exhiben más de 150 tractores de todas partes del mundo. Los tractores expuestos están circundados de un modelo de la vida rural con una variedad de talleres históricos, una vieja escuela, una tienda de juguetes y mucho más.